# Сенявский, Николай
Николай Сенявский (пол. Mikołaj Sieniawski) (ок. 1489 — 2 февраля 1569) — один из крупнейших польских магнатов, стражник польный коронный (1531), подкоморий галицкий (1532), староста галицкий и коломийский (1534), каштелян белзский (1537), воевода белзский (1542—1553), польный гетман коронный (1539—1561), воевода русский (1553—1569), гетман великий коронный (1561—1569). Представитель знатного рода Синявских.

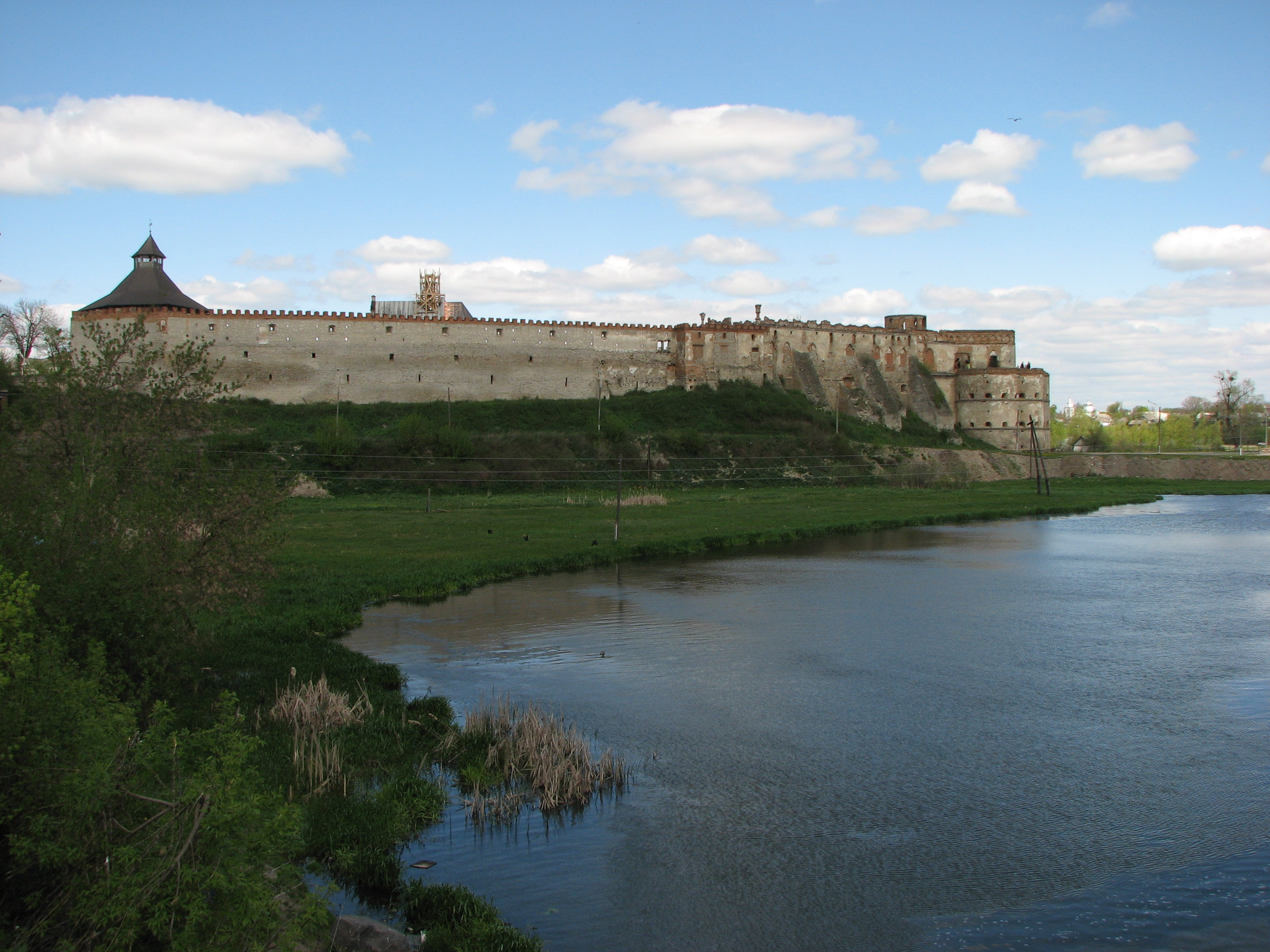
Меджибожский замок, построенный Н. Сенявским.

## Биография
Старший сын хорунжего галицкого Рафаила из Сенявы (ум. 1518) и Агнешки Гебровской. Принимал участие в военных действиях на юго-восточных границах Великого княжества Литовского. В 1512 году участвовал в битве с крымскими татарами под Лопушным. С 1518 года служил ротмистром при короле Сигизмунде I Старом. С 1522 года участник многочисленных боев с крымскими татарами и молдаванами. В 1530—1537 гг. служил ротмистром конницы на Подолье. Пытаясь прекратить разрушительные татаро-турецкие нападения на украинские земли, организовал ряд военных походов на Крымское ханство, в частности на крепости Очаков и Белгород-Днестровский. Построил для своего проживания Бережанский замок. Николай Сенявский руководил обороной южных польских границ. В 1531 году участвовал в разгроме молдавской армии в битве под Обертыном.
Активно вмешивался в молдавские дела. В 1552 года при поддержке Николая Сенявского молдавский престол занял Александр Лэпушняну, ставший ленником Польши.

## Семья
Около 1511 года женился на Катаржине Кола (ум. после 1544), дочери подкомория галицкого и польного гетмана коронного Яна Кола.

### Дети
- Иероним Ярош Сенявский (1516—1579) — каштелян каменецкий и воевода русский
- Сенявский, Николай (1520-1584) — польный гетман коронный и каштелян каменецкий
- Анна Сенявская — жена каштеляна краковского Спытка Иордана
- Ян Сенявский (ум. 1583) — судья земский галицкий и каштелян львовский
- Катаржина Сенявская (ум. до 1569) — жена с 1543 г. Анджея Бучацкого Творовского (ум. 1569)
- Рафаил Сенявский (ум. 1592) — каштелян каменецкий (1589)